# Stemma imperiale asburgico

Stemma imperiale asburgico nel 1915

Stemma imperiale asburgico nel 1892

Stemma imperiale asburgico nel 1815

Stemma dell'Imperatore Francesco Giuseppe: al centro si trova l'aquila bicefala asburgica

Lo stemma imperiale asburgico era lo stemma rappresentativo della monarchia asburgica. Esso veniva usato nei sigilli imperiali, per segnalare edifici della corona, nelle bandiere di guerra, nelle banconote, ed in tutti i luoghi dove vi fosse rappresentanza dello Stato.
Dal 1892 al 1915 era composto di in un'aquila bicipite nera, con le ali aperte (simbologia mutuata e di legame con lo stemma e la bandiera del Sacro Romano Impero), sulle quali potevano essere raffigurati gli stemmi delle varie province dei domini asburgici (in senso antiorario Ungheria, Galizia e Lodomiria, Bassa Austria, Salisburgo, Stiria, Tirolo, Carinzia e Carniola, Slesia e Moravia, Transilvania, Illiria e Boemia). Impugnava nella zampa sinistra uno scettro e una spada, mentre nella destra teneva il globo, simbolo del potere imperiale e militare detenuti dagli Asburgo. Sul petto era impresso lo stemma dell'Austria, di solito accompagnato da altri stemmi ai lati, e sul capo portava la corona imperiale austriaca. Dal 1915 al 1918 era composto dagli stemmi dell'Austria e dell'Ungheria, ornati con alcuni ordini statali dell'Impero. Fra i due era impresso lo stemma dell'Austria, di solito accompagnato da altri stemmi ai lati. A reggere il tutto vi sono l'Aquila bicipite a sinistra ed un angelo a destra. Nella parte inferiore, vi è un nastro con sovraimpresso il motto nazionale Indivisibiliter ac inseparabiliter (Indivisibilmente ed inseparabilmente).

## Tre differenti domini
Per quanto l'Impero austriaco fosse un'istituzione unitaria, sin dalla sua costituzione non si poté ignorare il fatto che esso era composto da una gran moltitudine di entità locali che reclamavano più o meno decisamente la loro indipendenza rispetto al governo centrale. 
Questo fatto divenne ancora più palese quando nel 1867 l'imperatore Francesco Giuseppe, ormai portato allo stremo dalla "questione ungherese" che si protraeva già dal Settecento, venne costretto a siglare un patto col quale de facto veniva riconosciuta un'indipendenza all'Ungheria, sempre nell'ambito dell'Impero austriaco, ed una unione personale nella figura dell'imperatore. Lo stemma ufficiale dell'Impero rimase utilizzato, ma per l'Ungheria dovette essere realizzato un sigillo di stato personalizzato col quale potesse differenziarsi. 
Caso analogo ma molto meno eclatante fu quello del territorio della Bosnia ed Erzegovina il quale, prima ancora di essere definitivamente annesso all'Impero (tra le cause della prima guerra mondiale), fu oggetto di condominio e pertanto esso venne riconosciuto solo formalmente come parte dell'impero anche se de facto rappresentava un'unità statale ancora da definire e quindi separata rispetto al resto dello stato.
| Mappa | Nome                                                       | Nome latino                                                             | Stemma |
| ----- | ---------------------------------------------------------- | ----------------------------------------------------------------------- | ------ |
|       | Austria reale e imperiale, dal 1915 Österreichische Länder | Cisleitania "Territorio al di qua del fiume Leita" Dominio occidentale  |        |
|       | Terre della Corona di Santo Stefano                        | o Transleitania "Territorio al di la del fiume Leita" Dominio orientale |        |
|       | Condominio di Bosnia ed Erzegovina                         |                                                                         |        |

## Terre della corona
Come si è detto, lo stemma grande dell'Impero austriaco durante l'Ottocento era composto anche dagli scudi delle regioni (länder) che componevano l'intero stato, ciascuno con un proprio simbolo ed una propria bandiera che veniva utilizzato alternativamente al classico stemma con l'aquila imperiale nera.
Si osservi che lo stemma della città di Fiume ha sì l'aquila bicipite, ma le teste sono entrambe rivolte dalla stessa parte.
C'è un errore nello stemma del Litorale Austriaco: Sotto la croce dello stemma di Gradisca manca la mezzaluna.
| Mappa         | Nome                                        | Capitale    | Bandiera    | Stemma      |             |
| Cisleitania   | Cisleitania                                 | Cisleitania | Cisleitania | Cisleitania | Cisleitania |
| ------------- | ------------------------------------------- | ----------- | ----------- | ----------- | ----------- |
|               | Regno di Boemia                             | Praga       | rand        |             |             |
|               | Regno di Dalmazia                           | Zara        |             |             |             |
|               | Regno di Galizia e Lodomiria                | Leopoli     |             |             |             |
|               | Arciducato dell'Austria al di qua dell'Enns | Vienna      |             |             |             |
|               | Arciducato dell'Austria al di là dell'Enns  | Linz        | rand        |             |             |
|               | Ducato di Bucovina                          | Černivci    |             |             |             |
|               | Ducato di Carinzia                          | Klagenfurt  | rand        |             |             |
|               | Ducato di Carniola                          | Lubiana     | rand        |             |             |
|               | Granducato di Salisburgo                    | Salisburgo  | rand        |             |             |
|               | Ducato di Slesia                            | Opava       |             |             |             |
|               | Ducato di Stiria                            | Graz        | rand        |             |             |
|               | Margraviato di Moravia                      | Brno        |             |             |             |
|               | Contea del Tirolo                           | Innsbruck   | rand        |             |             |
|               | Litorale austriaco                          | Trieste     |             |             |             |
|               | Città di Fiume e dintorni                   | Fiume       |             |             |             |
|               | Vorarlberg                                  | Bregenz     | rand        |             |             |
| Mappa         | Nome                                        | Capitale    | Bandiera    | Stemma      |             |
| Transleitania |                                             |             |             |             |             |
|               | Regno d'Ungheria                            | Budapest    | rand        |             |             |
|               | Regno di Croazia e Slavonia                 | Zagabria    | rand        |             |             |
|               | Regno di Slavonia                           | Osijek      | rand        |             |             |
|               | Regno di Croazia                            | Zagabria    | rand        |             |             |
|               | Principato di Siebenbürgen                  | Sibiu       |             |             |             |
|               | Voivodato di Serbia e Banato di Temes       | Timișoara   |             |             |             |
| Mappa         | Nome                                        | Capitale    | Bandiera    | Stemma      |             |
| Condominio    |                                             |             |             |             |             |
|               | Bosnia ed Erzegovina                        | Sarajevo    |             |             |             |